# کهنه‌فرود
کُهنه‌فُرود، روستایی است از توابع بخش مرکزی شهرستان قوچان در استان خراسان رضوی ایران.

## جمعیت
این روستا در دهستان قوچان عتیق قرار داشته و براساس سرشماری سال ۱۳۸۵ جمعیت آن ۱٬۸۲۳ نفر (۴۲۰ خانوار) بوده‌است.
ساکنان این روستا از طوایف ایل بزرگ ظفرانلو هستند.